# Гупијер (Приморска Сена)
Гупијер (фр. Goupillières) насеље је и општина у северној Француској у региону Горња Нормандија, у департману Приморска Сена која припада префектури Руан.
По подацима из 2011. године у општини је живело 422 становника, а густина насељености је износила 102,18 становника/km². Општина се простире на површини од 4,13 km². Налази се на средњој надморској висини од 137 метара (максималној 152 m, а минималној 85 m).

## Демографија
| 1962. | 1968. | 1975. | 1982. | 1990. | 1999. | 2011. |
| ----- | ----- | ----- | ----- | ----- | ----- | ----- |
| 268   | 276   | 256   | 306   | 366   | 371   | 422   |

График промене броја становника у току последњих година